# Staphylea
Staphylea (L., 1753) è un genere di piante appartenenti alla famiglia delle Staphyleaceae, diffuso generalmente nell'emisfero boreale. In Italia e nel continente europeo la principale specie presente è la Staphylea pinnata.
Il nome viene dal greco staphylé (grappolo) per i fiori riuniti in grappolo.

## Descrizione
Il genere comprende arbusti o piccoli alberi, alti fino a 5 m.
I fiori sono bianchi, riuniti in grappoli penduli; il frutto è una capsula di 3–4 cm, contenente uno o due semi sferici, durissimi.

## Distribuzione
Il suo areale copre aree a clima tropicale o temperato di America, Europa ed Estremo Oriente.

## Tassonomia
All'interno del genere Metrosideros sono incluse le seguenti 24 specie:
- Staphylea affinis (Merr. & L.M.Perry) Byng & Christenh.
- Staphylea arguta (Seem.) Byng & Christenh.
- Staphylea bolanderi A.Gray
- Staphylea bumalda DC.
- Staphylea campanulata J.Wen
- Staphylea cochinchinensis (Lour.) Byng & Christenh.
- Staphylea colchica Steven
- Staphylea emodi Wall. ex Brandis
- Staphylea formosana (Nakai) Byng & Christenh.
- Staphylea forrestii Balf.f.
- Staphylea holocarpa Hemsl.
- Staphylea indochinensis (Merr.) Byng & Christenh.
- Staphylea insignis (Tul.) Byng & Christenh.
- Staphylea japonica (Thunb.) Mabb.
- Staphylea macrosperma (C.C.Huang) Byng & Christenh.
- Staphylea megaphylla (Tul.) Byng & Christenh.
- Staphylea pinnata L.
- Staphylea pringlei S.Watson
- Staphylea shweliensis W.W.Sm.
- Staphylea subsessilifolia (C.Y.Wu) Byng & Christenh.
- Staphylea ternata (Nakai) Byng & Christenh.
- Staphylea tricornuta (Lundell) Byng & Christenh.
- Staphylea trifolia L.
- Staphylea yuanjiangensis K.M.Feng & T.Z.Hsu

## Usi
La S. pinnata e la S. holocarpa (originaria della Cina) sono impiegati talvolta come arbusti ornamentali.
In Baviera viene prodotto un liquore derivato dai semi.